# Mycael
Mycael Pontes Moreira (ur. 12 marca 2004 w Porto Velho) – brazylijski piłkarz występujący na pozycji bramkarza, od 2022 roku zawodnik Athletico Paranaense.